# Grupo de Diarios América
Grupo de Diarios América (GDA) (spanisch für Gruppe von Tageszeitungen Amerikas) bezeichnet eine Gruppierung von Fernsehkanälen, Radios, Digitalen Produkten, Tageszeitungen und -Verlagen, Kabel- und Internetdiensten in Lateinamerika. GDA wurde 1991 durch El Comercio, La Nación und El Mercurio gegründet und umfasst ca. 40 Medien. Für die GDA-Zeitungen arbeiten über 5.500 Journalisten in der Region und Korrespondenten in über 25 Ländern. Fünf Millionen Menschen lesen täglich die Zeitungen der Gruppe sowie 10 Millionen an Sonntagen.

## Die Gruppe
Ziel der Gruppe ist es, einen zentralen Anlaufpunkt zu bieten für Inserenten, zum Austausch von Informationen und Leitartikeln, sowie um über die journalistische Freiheit und Unabhängigkeit zu wachen. Weiterhin soll die Führerschaft und Glaubwürdigkeit bei der Leserschaft bewahrt werden.

## Mitglieder
- La Nación (Argentinien)
- O Globo (Brasilien)
- El Mercurio (Chile)
- El Tiempo (Kolumbien)
- La Nación (Costa Rica)
- La Prensa, (El Salvador)
- El Universal (Mexiko)
- El Comercio (Peru)
- El Nuevo Día (Puerto Rico)
- El País (Uruguay)
- El Nacional (Venezuela)